# Harold Lovre

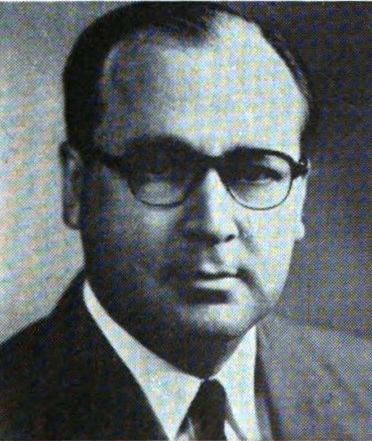
Harold Lovre (1955)

Harold Orrin Lovre (* 30. Januar 1904 in Toronto, South Dakota; † 17. Januar 1972 in Silver Spring, Maryland) war ein US-amerikanischer Politiker. Zwischen 1949 und 1957 vertrat er den ersten Wahlbezirk des Bundesstaates South Dakota im US-Repräsentantenhaus.

## Frühe Jahre
Harold Lovre besuchte die öffentlichen Schulen seiner Heimat und das St. Olaf College in Northfield (Minnesota). Danach studierte er bis 1927 an der University of South Dakota in Vermillion Jura. Nach seiner im gleichen Jahr erfolgten Zulassung als Rechtsanwalt begann er diesen Beruf in Hayti auszuüben. Im Jahr 1944 zog er nach Watertown, wo er ebenfalls in diesem Beruf arbeitete.

## Politische Laufbahn
Harold Lovre wurde Mitglied der Republikanischen Partei. Zwischen 1929 und 1932 und nochmals zwischen 1937 und 1940 war er Bezirksstaatsanwalt im Hamlin County. Von 1939 bis 1940 war er Vorsitzender des Landwirtschaftsausschusses seines Staates und zwischen 1941 und 1944 gehörte er dem Senat von South Dakota an. In den Jahren 1947 und 1948 war er Vorsitzender seiner Partei in South Dakota. Bei den Kongresswahlen des Jahres 1948 wurde er als Nachfolger von Karl Earl Mundt in das US-Repräsentantenhaus gewählt. Dort absolvierte er zwischen dem 3. Januar 1949 und dem 3. Januar 1957 vier Legislaturperioden. Bei den Wahlen des Jahres 1956 scheiterte er an George McGovern, dem Kandidaten der Demokratischen Partei.
Nach dem Ende seiner Zeit im Kongress arbeitete Harold Lovre wieder als Rechtsanwalt. Er starb im Januar 1972 und wurde in Rockville beigesetzt.